# Sirena (acustica)

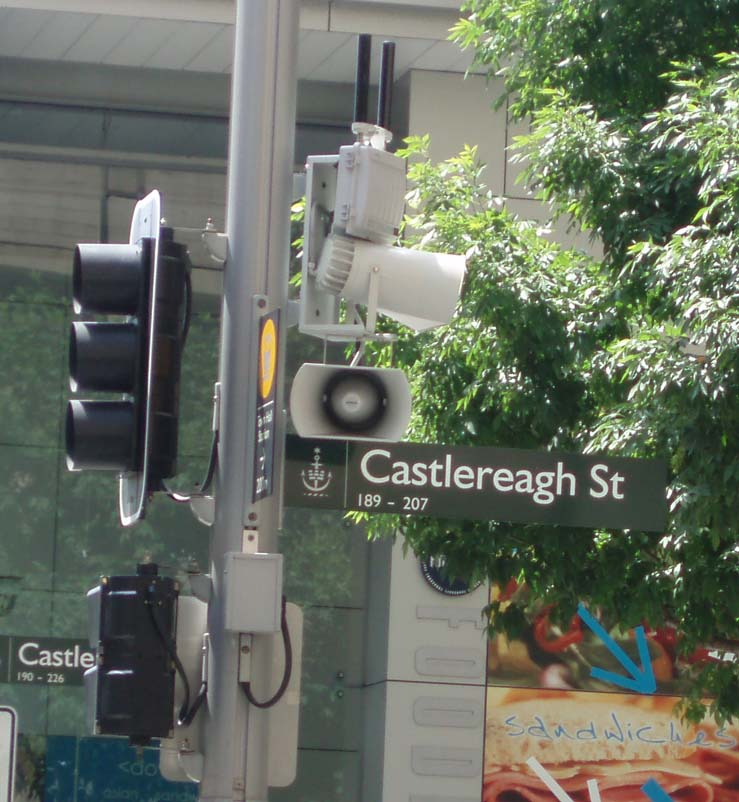
Sirena elettronica

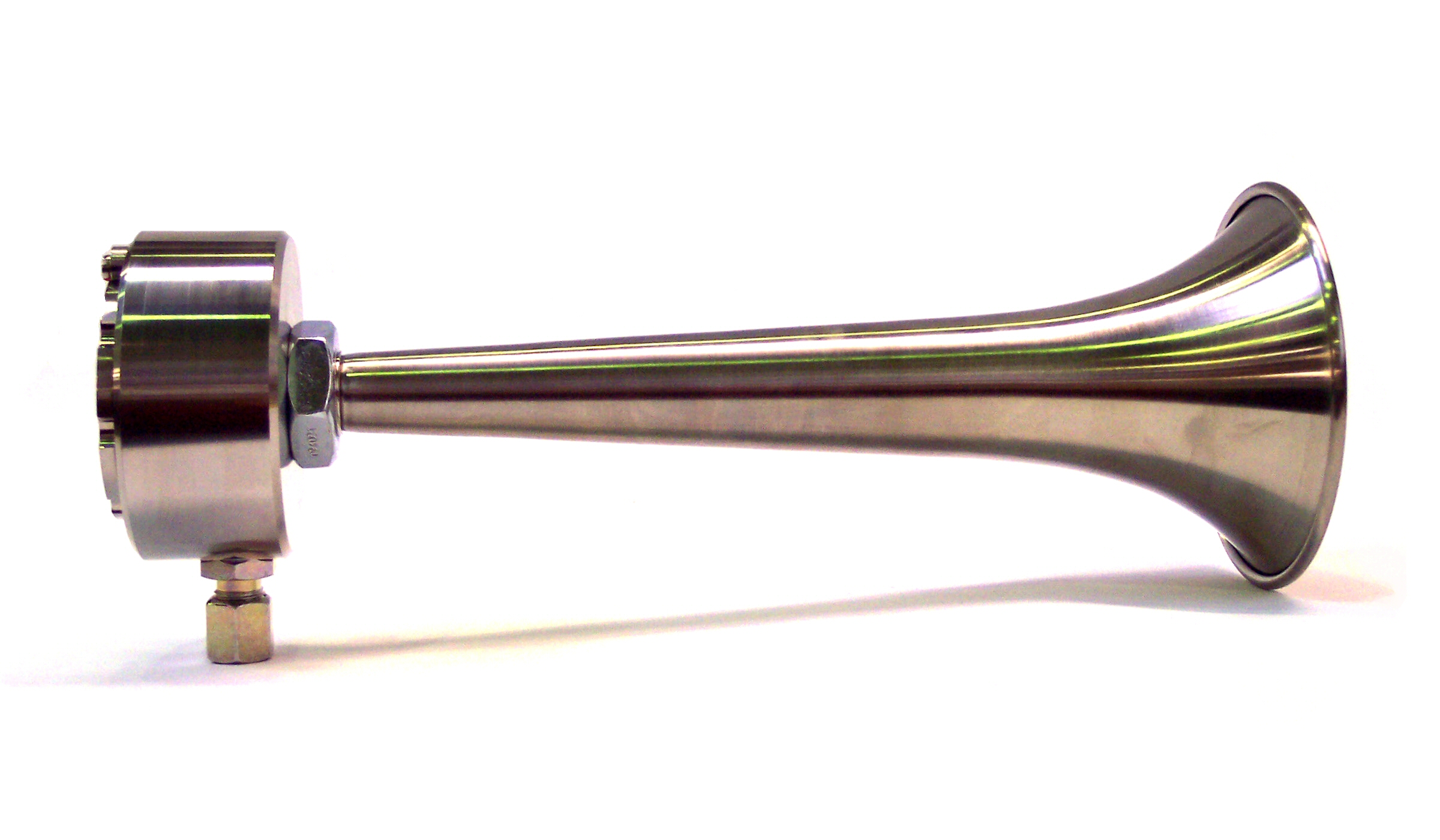
Sirena elettropneumatica

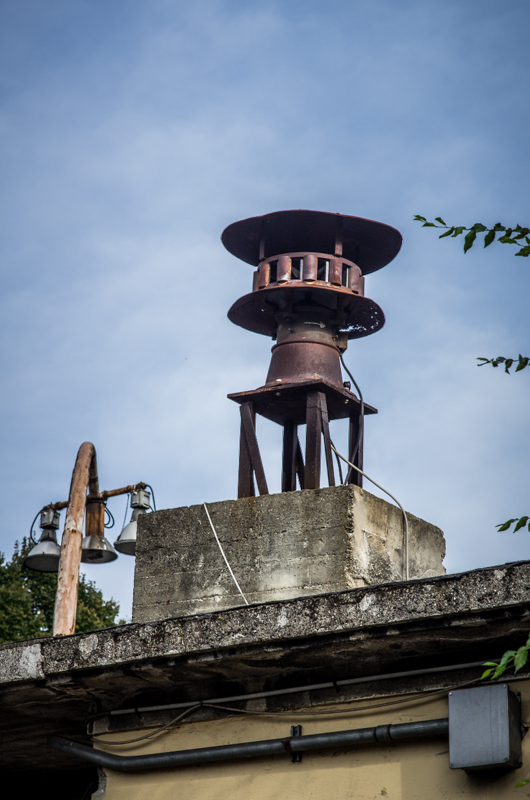
Sirena meccanica

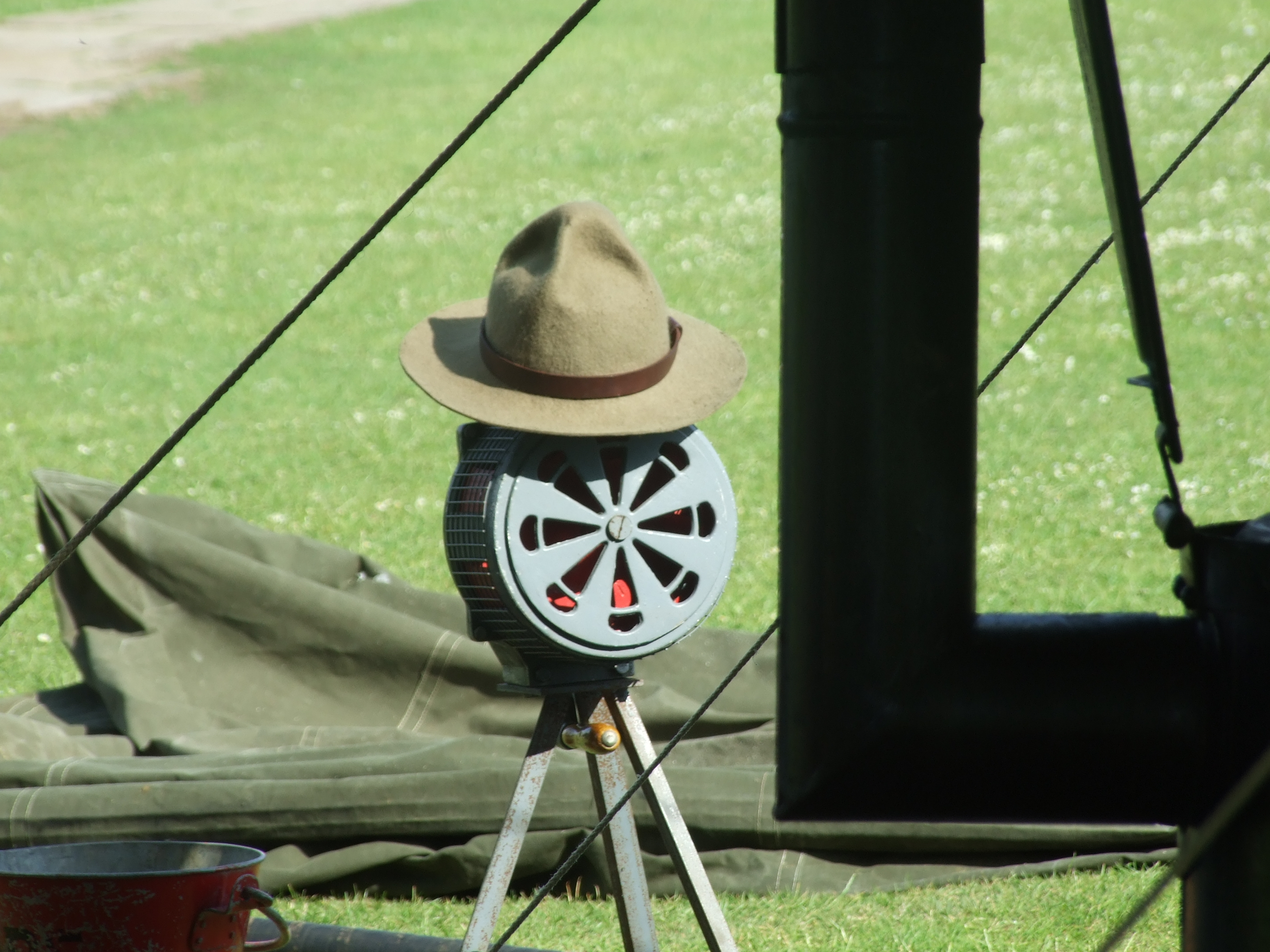
Sirena a manovella

La sirena è un apparecchio che genera segnali acustici intensi e continui, utilizzato dagli stabilimenti industriali, da veicoli di impiego urgente (dalla polizia, dai vigili del fuoco, dal pronto soccorso e dalla protezione civile) e anche per allarmi aerei durante la guerra.

## Elettronica
La sirena elettronica è composta da una centralina di controllo che ha memorizzata al suo interno la sequenza dei toni, ed uno o due altoparlanti collegati a questa centralina. L'utilizzo di sirene elettroniche è molto diffuso, essendo particolarmente idonee per il funzionamento continuo, inoltre hanno un basso assorbimento di corrente e non richiedono manutenzione. Le sirene elettroniche di ultima generazione utilizzano altoparlanti molto potenti (al Neodimio) che permettono una maggiore udibilità e quindi una maggiore efficacia. Alcuni arrivano ad avere anche 200 Watt di potenza ciascuno, possono essere integrati all'interno di barre polifunzionali oppure predisposti per installazione indipendente sul tetto del veicolo o nel vano motore.

## Elettropneumatica
La sirena elettropneumatica è costituita da due o più trombe a membrana, alimentate da un compressore dotato di un dispositivo rotante che gestisce la sequenza dei toni. Questo tipo di sirena richiede una manutenzione periodica, poiché il compressore è lubrificato tramite olio ed è necessario controllarne il livello al fine di evitare surriscaldamenti dell'apparecchio. L'installazione di queste sirene avviene generalmente nel vano motore, il posizionamento delle trombe sul tetto trova applicazione comune per i mezzi pesanti. Le versioni attuali sono dotate di compressore per servizio continuo, a differenza di vecchi modelli che tendevano a surriscaldarsi dopo diversi minuti di funzionamento ininterrotto.

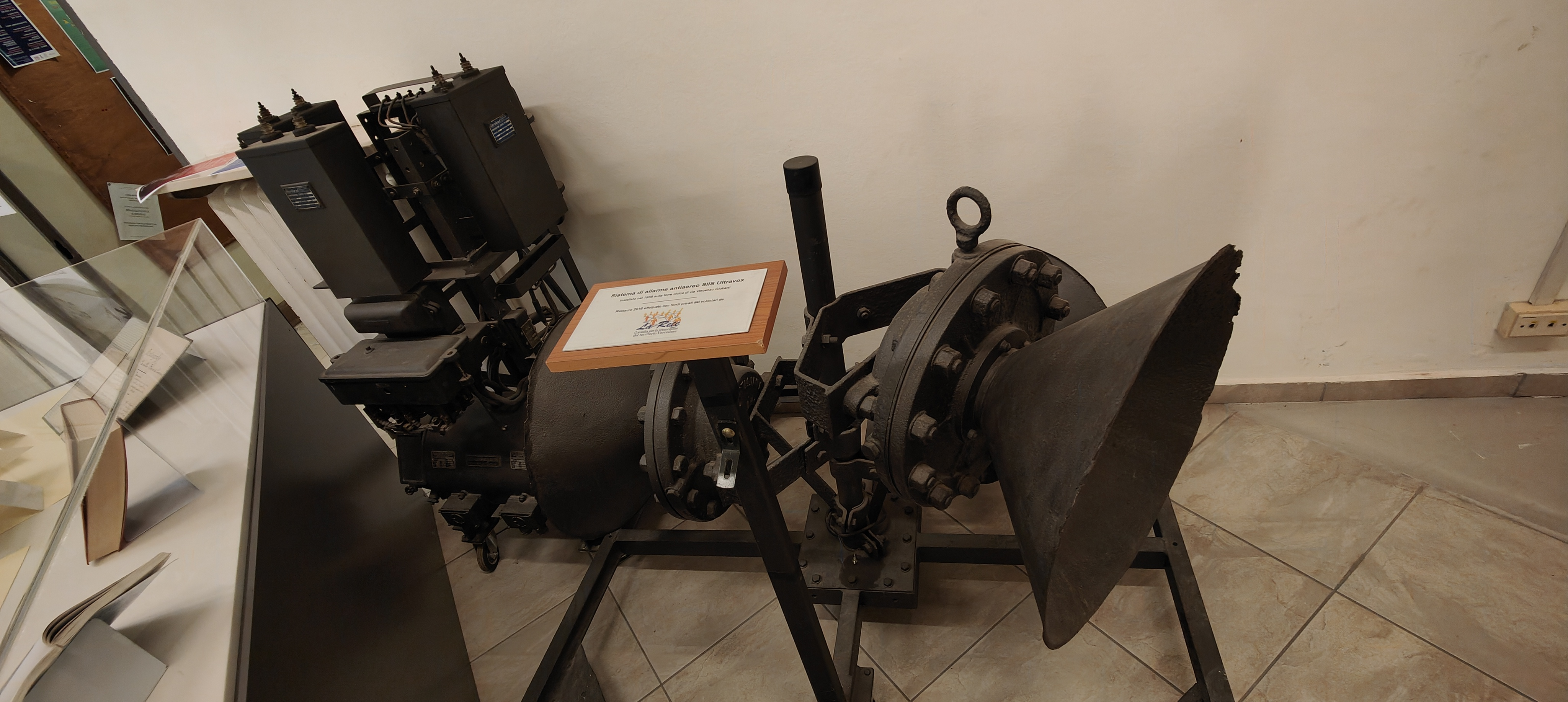
Sirena antiaerea installata nel 1938 sulla Torre Civica di Vercelli in via Gioberti, restaurata nel 2016 ed esposta nella locale biblioteca civica di via Cagna

## Meccanica
La sirena meccanica è costituita da un unico corpo che comprende al suo interno un motore collegato ad una ventola che genera un suono lungo ed acuto (fischio) che viene modulato automaticamente tramite relè ad intermittenza, talvolta è presente anche un pulsante di comando manuale. 
In Italia è ancora in uso un particolare modello direzionale ad altissima potenza acustica, denominato CS136 e prodotto da "La Sonora" di Garbagnate Milanese. Questa sirena emette un suono con frequenza massima pari a 2500Hz ed intensità pari a 127dB misurati a 2m di distanza. Risulta la più potente sirena elettromeccanica omologata per autoveicoli di soccorso, viene ormai raramente installata su ambulanze o mezzi di soccorso ed utilizzata, in aggiunta alla sirena bitonale, quando si percorrono strade ed incroci molto trafficati. 
Ancora oggi, vengono prodotte sirene meccaniche utili in caso di emergenza o pericolo. Le marche produttrici di componenti per cancelli automatici, come ad esempio Faac, producono sirene meccaniche di piccole dimensioni che possono essere impiegate nei cancelli ad apertura e chiusura automatica a orario come avviso sonoro di chiusura. Queste sirene suonano circa un quarto d'ora di anticipo per avvisare i presenti della chiusura di un luogo o spazio pubblico urbano come un parco.

## A manovella
La sirena a manovella ha le caratteristiche simili a quella meccanica, ma la differenza sta nel fatto che questa non è elettrica, ma ha una manovella e per azionare la sirena, la manovella viene girata a mano.

## Emergenza
Frequenza Bassa-Alta in Hz

466-622

Durata Ciclo Acustico

3 Secondi

Durata Frequenza Bassa

0,8 Secondi

Durata Frequenza Alta

0,8 Secondi

Durata della Pausa

≤ 0,2 Secondi

## Soccorso
Frequenza Bassa-Alta in Hz

392-660

Durata Ciclo Acustico

3 Secondi

Durata Frequenza Bassa

1 Secondo

Durata Frequenza Alta

0,16 Secondi

Durata della Pausa

≤ 0,2 Secondi

## Toni americani
- Air Horn
- Manual
- Priority
- Wail
- Yelp
- Scan
- Hi Lo
- Wind Down